# Tales of Maj’Eyal
Tales of Maj'Eyal (T.o.M.E., ранее Tales Of Middle-Earth или Troubles Of Middle Earth) — roguelike-игра, находящаяся в активной разработке. Ранее являлась вариантом игры Ангбанд.

## История версий
T.o.M.E. 1.x
Разработка Tales of Maj’Eyal началась в 2009 году под началом Николаса Казалини, Ассена Канева и Раймонда Гаустандса. Ветка 1.x основана на игре PernAngband того же разработчика (в свою очередь основанной на Zangband, Angband). Переименование и полная переработка последовали из-за конфликта с Энн Маккефри по поводу авторских прав. Игровая система базируется на книгах Толкина о Средиземье.
T.o.M.E. 2.x
Стабильная ветка игры. Базируется на Angband, развивалась долгое время, сейчас доведена до логического конца и заброшена. Последней версией данной ветки становится 2.3.5. Именно она поставляется по умолчанию в некоторых дистрибутивах Linux. Есть неофициальный форк, продолжающий развитие ветки.
T.o.M.E. 3.x
Нестабильная ветка игры. Включала в себя переписывание игры и разделение игры на движок и модуль. Стабильная версия так и не была выпущена, разработка прекращена в пользу T.o.M.E. 4.x.
T.o.M.E. 4.x
Стабильная ветка игры. Полностью переписана с нуля и имеется выделенный движок T-engine, который может использоваться для создания других roguelike-игр, т. н. «модулей» на языке Lua, каким и является основная кампания T.o.M.E.
Кроме того, 27 октября 2014 года было выпущено расширение T.o.M.E. под названием Ashes of Urh'Rok. Также существует расширение Embers of Rage, представленное 20 февраля 2016 года.

## Основные особенности
В отличие от большинства игр жанра, игра уделяет большое внимание красоте графического представления мира, при этом сохраняя основы взаимодействия с игроком. Игра насыщена графическими и звуковыми эффектами, атмосферной музыкой, имеет высокое качество прорисовки тайлов. Остаётся возможность переключиться на ASCII-представление графики.
Игра имеет отличную от традиционных roguelike систему развития персонажа, в основу берётся развитие дерева умений. Значительно переработана система боя — вместо традиционных свитков и снадобий, в игре представлена система рун и талантов, позволяющая использовать различные магические и классовые возможности многократно. Также, при гибели персонажа, игроку даётся возможность продолжения игры, реализованная в виде т. н. «жизней», имеющая неплохое внутриигровое объяснение, однако возможен вариант игры с одной жизнью, традиционный для roguelike, и по-прежнему остаётся перманентная смерть — удаление сохранения при гибели персонажа.
Игра предлагает игроку неплохие возможности по настройке интерфейса — изменение размера элементов, перемещение их по экрану, настройка уровня графических эффектов. Отдельно стоит заметить удобную систему горячих клавиш — при желании, практически на любое действие можно установить «хоткей».
Игроку представляется созданный разработчиком мир, состоящий из различных типов местностей, городов, рек, пещер, лесов. Однако, квестовые уровни генерируются случайным образом. В игре есть как и созданные разработчиком квесты, так и случайные, позволяющие игроку набраться опыта и заработать денег. Игра имеет фиксированный сюжет, но со множеством возможных отступлений.